# Садовский, Александр Александрович
Алекса́ндр Алекса́ндрович Садо́вский (14 апреля 1956, Омск—4 октября 2021, Энгельс) — советский и российский скульптор.

## Биография
Получил известность как автор символа Энгельса — «Быка-солевоза».
За достигнутые успехи был награжден Почетным знаком Губернатора Саратовской области (2009).
Умер 4 октября 2021 года от коронавируса.

## Основные работы
| Изображение | Описание |
| ----------- | --- |
|             | Символ города Энгельс — бык с чашей соли на спине, выходящий из герба города. Скульптурная композиция олицетворяет историю основания слободы Покровской в 1747 г. в качестве перевалочного пункта доставки соли с озера Эльтон. Установлен на пересечении улиц Тельмана и Комсомольской города Энгельс. Торжественное открытие 12 июня 2003 года. |
|             | Памятник в память об участниках локальных конфликтов был заложен 14 февраля 1999 года, в 10-ю годовщину вывода советских войск из Афганистана. Памятник был открыт накануне дня Победы 8 мая 2007 года. Представляет собой композицию из трех человек, одетых в военную форму армий СССР и сегодняшней России, с лавровым венком и звездой в основании постамента. Высота памятника — пять метров. Установлен на проспекте Фридриха Энгельса в городе Энгельс. |
|             | Памятник землякам, погибшим в локальных войнах. Надпись на основании: «Прошедшим огонь войны». Находится памятник на Соколовой горе в Парке Победы города Саратов. Торжественное открытие 3 ноября 2009 года. |
|             | Памятник Пушкину А.С. открыт 6 июня 2021 года в день 222-летия поэта и День русского языка. Находится в Пушкинском сквере на углу улиц Пушкина и Тельмана города Энгельс. |